# Brankovice
Brankovice (in tedesco Brankowitz) è un comune mercato della Repubblica Ceca facente parte del distretto di Vyškov, in Moravia Meridionale.